# Клеф
Клеф (на латински: Cleph; Clebus, Clef, Clepho, Kleph; † 574) е крал на лангобардите между 572/573- 574 г. след Албоин. Произлиза от род Beleos и е женен за Масане (или Анзане) и има син Аутари.

## Управление
След като на 28 юни 572 г. Албоин е убит по поръчка на неговата съпруга Розамунда, атентаторите плануват да направят Хелмичис (Helmichis), участник в този акт, нов крал, но той е отхвърлен от лангобардската аристокрация. Тогава той избягва с Розамунда, за която се жени, при източноримския префект в Равена, когото тя накарва да отрови Хелмичис. Когато той изпива отровната напитка и лежи на смъртно легло, насилил и Розамунда да пие също от питието, така двамата умират заедно.
В това време през 572/573 г. лангобардските херцози (в това число Забан от Павия, Валтари от Бергамо, Алахис от Бреша, Евин от Тренто (Триенто) и Гизулф I от Цивидале) издигат Клеф за тяхен крал.
Против съпротивата на голямата самостоятелсност на херцозите, Клеф се опитва да етаблира едно силно кралство. Местното римско висшо общество е национализирано и до голяма степен изгонено, саксонският контингент, който взема участие в завоюването на Италия, се праща в къщи и лангобардското народно право се прави задължително. След една година и половина на власт, той е убит от роб.
Херцозите, поради опита им с Клеф, се отказват от избор на нов крал. Така се идва до един десетгодишен Interregnum, докато под натиска на византийските нападения, избират Аутари (Authari).